# Lumen (Einheit)
Das Lumen (lateinisch für „Licht“) ist die SI-Einheit des Lichtstroms. Es gibt also an, wie viel Licht (fachsprachlich: welche Lichtmenge) eine Lichtquelle pro Zeitspanne insgesamt abgibt.
Das Lumen darf nicht mit dem Lux verwechselt werden, der Einheit der Beleuchtungsstärke, die angibt, wie viel Licht pro Zeitspanne und pro Fläche auf dieser auftrifft (umgangssprachlich die „Helligkeit“ an einem beleuchteten Ort).

## Definition
Der Lichtstrom {\displaystyle \Phi _{\mathrm {v} }} ist eine photobiologische Größe. Er entspricht der Strahlungsleistung {\displaystyle \Phi _{\mathrm {e} }}, berücksichtigt aber zusätzlich, dass das menschliche Auge für Licht unterschiedlicher Wellenlänge {\displaystyle \lambda } unterschiedlich empfindlich ist: {\displaystyle \Phi _{\mathrm {v} }=\Phi _{\mathrm {e} }\cdot K(\lambda )}. Der Faktor {\displaystyle K(\lambda )}, der die Empfindlichkeit des Auges beschreibt, ist das photometrische Strahlungsäquivalent. Für die Strahlungsleistung verwendet man die Maßeinheit Watt und für den Lichtstrom das Lumen.
Das Lumen ist über K(λ) an das Watt gekoppelt. Es ist

„[…] definiert, indem für das Strahlungsäquivalent Kcd der monochromatischen Strahlung der Frequenz 540·1012 Hz der Zahlenwert 683 festgelegt wird, ausgedrückt in der Einheit lm W−1 […]“

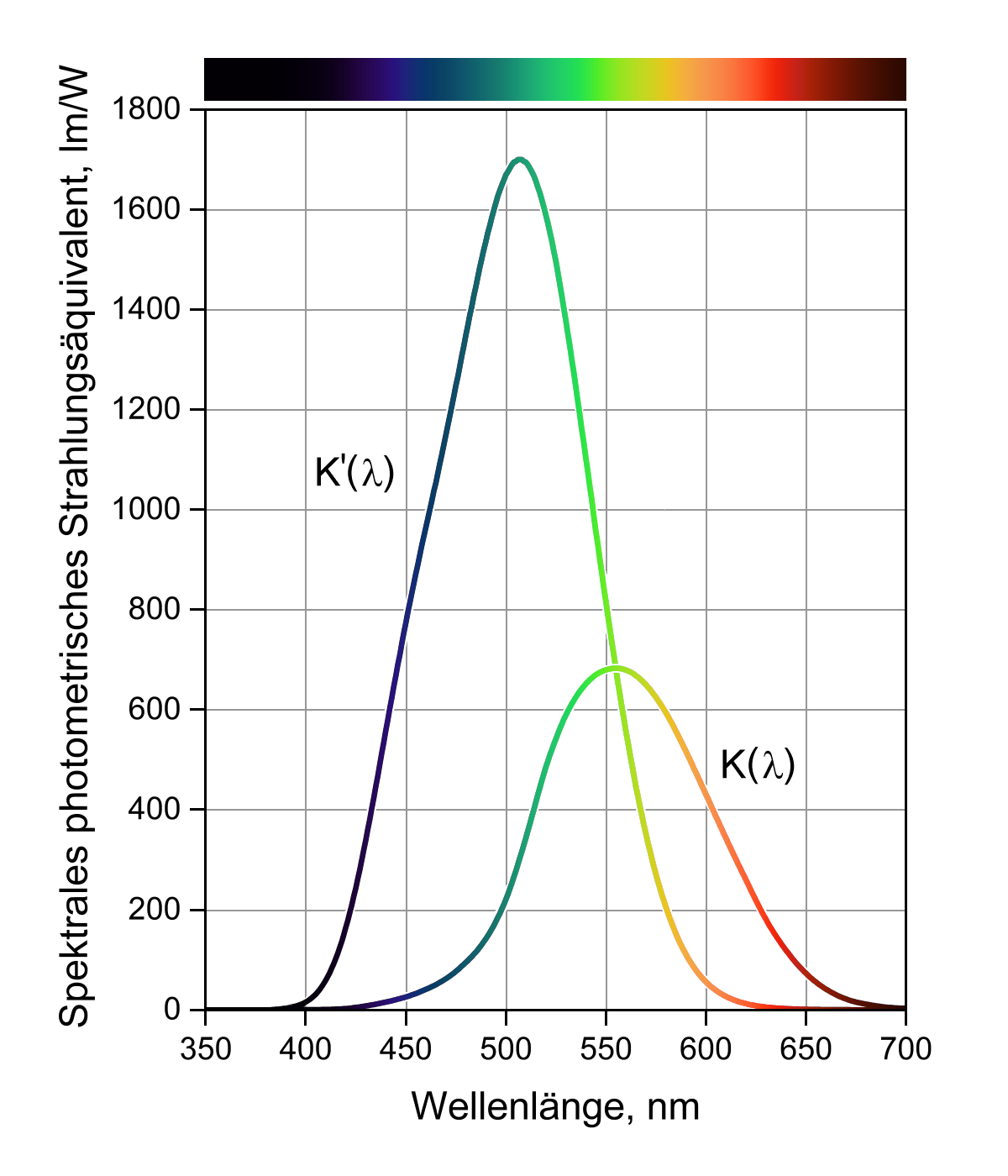
Spektrales photometrisches Strahlungsäquivalent für Tagsehen K(λ) und für Nachtsehen K′(λ)

Dieser Normierungsfaktor von 683 lm/W ist ein willkürlich festgelegter Wert. Er wurde so gewählt, dass das 1979 so definierte Lumen möglichst gut mit seiner früheren Definition übereinstimmte. Die für diese Definition gewählte Frequenz von 540 THz entspricht gelbgrünem Licht einer Wellenlänge von 555 Nanometern. Bei dieser Wellenlänge ist das menschliche Auge für Tagsehen am empfindlichsten. Zum roten und blauen Ende des Farbspektrums hin sinkt der Wert von K jeweils ab und erreicht an den Rändern des sichtbaren Bereichs den Wert Null. Im Regelfall wird dem Auge ein Gemisch elektromagnetischer Strahlung verschiedener Wellenlängen angeboten, die unterschiedlich stark zum Helligkeitseindruck beitragen. K ist dann das gewichtete Mittel („Durchschnitt“) der Hellempfindlichkeitskurve V(λ). Für das Wellenlängengemisch des Tageslichts ist K ≈ 125 lm/W.
Bei sehr geringer Helligkeit (genauer: Leuchtdichte) sind im menschlichen Auge andere Sehzellen aktiv. In diesem Fall gilt dann das photometrische Strahlungsäquivalent für Nachtsehen, K′(λ). Im Übergangsbereich zwischen Tagsehen und Nachtsehen (Dämmerungssehen) wird zwischen K(λ) und K′(λ) interpoliert (siehe hierzu Photometrisches Strahlungsäquivalent).
Die Empfindlichkeit des menschlichen Auges beim Nachtsehen ist bei λ = 507 nm maximal und dort deutlich größer als für Tagsehen. Bei λ = 555 nm ist die Empfindlichkeit ungefähr gleich; daher hat man für K′(λ) dieselbe Normierung festgelegt: K′(555 nm) = K(555 nm) = 683 lm/W.
Ein Lichtstrom von 1 lm bei einer Wellenlänge von 555 nm entspricht einem Photonenstrom von 4,1·1015 Photonen pro Sekunde.

## Geschichte
Die Einheit Lumen wurde 1894 von André-Eugène Blondel vorgeschlagen und 1896 auf dem Internationalen Elektrikerkongress in Genf angenommen.
Photometrische Größen und Einheiten waren zunächst über standardisierte Lichtquellen wie die Hefnerlampe definiert, die in einem breiten Frequenzband Licht ausstrahlten. Aus messtechnischen Gründen wurden nicht Lichtströme, sondern Lichtstärken (Lichtstrom durch Raumwinkel) durch visuelle Photometrie verglichen. Seit 1946 war die Einheit der Lichtstärke, die Candela, über einen Schwarzen Strahler definiert (zunächst unter der Bezeichnung „Neue Kerze“ und ab 1948 als „Candela“). Die Candela wurde als separate Basiseinheit in das SI aufgenommen.
Die heutige Definition von Candela und Lumen ist seit 1979 gültig, in ihrer heutigen Formulierung allerdings erst seit der Revision des SI durch die 26. Generalkonferenz für Maß und Gewicht, die am 20. Mai 2019 in Kraft trat. Vor 2019 galt die Regel, dass alle Maßeinheiten von den SI-Basiseinheiten abgeleitet werden mussten, sofern sie nicht selbst solche waren. Die referierte Basiseinheit war in diesem Fall die Candela. Dadurch musste die Definition des Lumen komplizierter formuliert werden.
Als die Einheiten 1979 neu definiert und an das Watt angebunden wurden, plädierte das zuständige internationale Gremium (Comité Consultatif de Photométrie et Radiométrie (CCPR)) dafür, dass das Lumen die Candela als SI-Basiseinheit ersetzen sollte. Um die Zustimmung zur Neudefinition der photometrischen Einheiten insgesamt nicht zu gefährden, wurde jedoch davon Abstand genommen.

## Verwendung

### Angabe bei Leuchtmitteln
Bei Leuchtmitteln ist der Zahlenwert in Lumen ein Maß dafür, wie viel Licht ein Leuchtmittel abgibt. Laut EG-Verordnung 244/2009 muss diese Angabe auf den Leuchtmittelverpackungen dominant sein. Der Zahlenwert in Watt hingegen gibt an, wie viel elektrische Leistung aufgenommen („verbraucht“) wird. Als Orientierungshilfe darf zusätzlich die Leistungsaufnahme einer lichtstrom-äquivalenten herkömmlichen Glühlampe angegeben werden („entspricht einer Glühbirne mit xx W“), wobei die Umrechnung gesetzlich vorgegeben ist.
Die Lichtausbeute – das Verhältnis „Lumen zu Watt“ – ist somit ein Maß für den Wirkungsgrad eines Leuchtmittels; das nennt man Lampenwirkungsgrad.

### Typische Werte
Für eine Liste typischer Lichtströme von Leuchtmitteln und den Vergleich zur aufgenommenen elektrischen Leistung (gemessen in Watt) siehe Lichtstrom#Beispiele typischer Lichtströme und Lichtquelle#Beispiele.

### ANSI-Lumen
„ANSI-Lumen“ ist eine umgangssprachliche Bezeichnung im Zusammenhang mit der technischen Spezifikation von Projektoren. Dabei handelt es sich nicht etwa um eine spezielle lichttechnische Einheit, sondern es sagt aus, dass der Lichtstrom (umgangssprachlich „die Helligkeit“) des Projektors in der Einheit Lumen gemäß einer Messvorschrift ermittelt wurde, die vom American National Standards Institute (ANSI) entwickelt wurde.
Zur Vorbereitung der Messung ist der Projektor so einzustellen, dass vor einem weißen Hintergrund ein fünf Prozent graugetöntes Feld von einem zehn Prozent graugetönten Feld zu unterscheiden ist, also zwei sehr helle Grautöne. Die Projektionsfläche wird dann in drei Spalten und drei Reihen geteilt und der Mittelwert der Beleuchtungsstärke {\displaystyle E_{\mathrm {v} }} (in Lux) aller neun Felder ermittelt. Dieser Mittelwert multipliziert mit der Projektionsfläche {\displaystyle A} ergibt die „ANSI-Lumen“:
{\displaystyle {\mathit {\Phi }}_{\mathrm {v} }=E_{\mathrm {v} }\cdot A}
Die Angaben der meisten Hersteller von Projektoren beziehen sich auf die normgerechten Maximaleinstellungen, die für die Praxis nur selten optimal sind. Die bei optimaler Einstellung erreichten Lichtströme liegen teilweise deutlich darunter.

## Anekdotisches
Das Lumen wurde als liu-ming in die Chinesische Sprache übernommen und nicht, wie man erwarten sollte, als lu-men. Dadurch haben die verwendeten Schriftzeichen (流,  liú – „fließen“ und 明,  míng – „hell, leuchtend“) nicht nur phonetisch, sondern auch inhaltlich eine passende Bedeutung.